# 中古CD
中古CD（ちゅうこCD）とは、一度販売・レンタルされたCDのことである。

## 販売形態
総合型中古CD店
あらゆるジャンルを扱う大型店。レコファン、ディスクユニオンなど。
専門型中古CD店
特定のジャンルのマニアックなアイテムを揃えた店。渋谷、新宿に多い。
新古書店
- ブックオフ：全国展開。特価品はアルバムは500円および250円、シングルは100円。（いずれも税抜価格）
- ブックセンターいとう：東京都多摩地域および神奈川の隣接する地域に出店。
- 古本市場（運営会社はテイツー）：全国展開。

レンタルCD店
- TSUTAYA：全国展開。品数は少ないが、比較的新しいレンタル落ちCDを安く買える。

新古書店とレンタルCD店の要素を兼ねた店
※下記チェーンでも中古CDを扱っていない店舗があるので注意。
- ゲオ：全国展開。2010年頃よりレンタル落ちのCDを「リサイクルCD」という名称で区別している。2013年11月11日ファミリーブックを子会社化し、ファミリーブック店舗を順次ゲオ店舗にリニューアルした。
- DORAMA：都内が大半で一部神奈川・埼玉で出店。

リサイクルショップ
- ハードオフ：名前が似ていてブックオフと協力関係にあるが別会社である。とくにジャンク品は品質保証がない分格安である。

インターネット販売
アマゾンジャパン、古本市場、eブックオフなど。ネットの普及により急激に拡大している。
ネットオークション
ネットの普及により急激に拡大している。個人だけでなく、中小中古CD店の出品も見られる。

## 買取
中古CDの買い取りは、中古品店まで売りに行ったり、中古品店に直接自宅まで買い取りに来てもらったり、お店によっては売りたい商品を送付して査定・買い取りを行なってもらうなど、さまざまな方法によって取引されている。また、新品や希少価値が高いものは買い取り価格が通常のものより高く値がつく。